# Роман Кинаст
Роман Кинаст (на немски: Roman Kienast) е роден на 29 март 1984 година в Залцбург, Австрия. Той е австрийски футболист и играе за националния отбор на страната си.

## Статистика
- 55 мача и 3 гола за СК Рапид Виена
- 6 мача и 4 гола за ШК Райндорф Алтах
- 49 мача и 19 гола за Хамеркамератене